# Brun et Forest
Brun et Forest war ein französischer Hersteller von Automobilen.

## Unternehmensgeschichte
Das Unternehmen aus Châlons-en-Champagne begann 1920 mit der Produktion von Automobilen. Der Markenname lautete La Marne. Im gleichen Jahr endete die Produktion bereits wieder.

## Fahrzeuge
Das einzige Modell 12/15 CV war ein Tourenwagen. Für den Antrieb sorgte ein Vierzylindermotor.